# 웸블리 스타디움 (1923년)
웸블리 스타디움(Wembley Stadium)은 북서 런던의 교외 지역에 있는 웸블리에 있는 축구 경기장으로 2007년에 오픈한 신웸블리 스타디움 자리에 있었던 경기장이다. 초기에는 대영 제국 박람회 경기장(British Empire Exhibition Stadium) 또는 단순히 엠파이어 경기장(Empire Stadium)으로 알려진 이 경기장은 이전에 왓킨의 타워가 있던 자리에 1923년의 대영 제국 박람회를 위해 75만 파운드의 비용으로 로버트 맥알파인 경에 의해 만들어졌다.
설계자는 존 심슨 경과 맥스웰 에어튼이었으며 최고 기술자는 오언 윌리엄스 경이었다. 원래 박람회가 끝난 뒤 경기장을 헐고자 했으나, 대영 제국 박람회의 조직위원장이었던 스코틀랜드인 제임스 스티븐슨의 제안에 의해서 계속 보존되었다. 이 경기장 특유의 쌍둥이 탑은 이 경기장의 트레이드 마크가 되었다. 또한 로열 박스에 다다르고 트로피를 모으기 위해 등반하는 데 39개의 걸음이 필요한 것으로도 잘 알려져 있다.
이 경기장은 "신성한 잔디밭"(Hallowed Turf)이라고 불린 첫 경기장이며 전 세계의 많은 경기장들이 이 별명을 차용하고 있다. 이 경기장의 첫 잔디는 조지 5세에 의해 잘리었으며 1923년 4월 8일에 대중에게 처음으로 개방되었다. 1934년엔 유명한 라이브 공연장인 엠파이어 풀이 웸블리 스타디움의 반대편에 지어졌다. 1948년 하계 올림픽의 주경기장으로 사용되었다. 국립 축구 박물관 주최로 웸블리 스타디움 컬렉션이 열렸다.
마이클 잭슨의 월드투어 공연도 개최되었는데 1987년 Bad World Tour, 1992년 Dangerous World Tour, 1997년 HIStory World Tour 공연이 열렸다.
이 경기장은 2000년 10월에 폐장되었으며 2003년에 재건축을 위해 철거되었다.

## 사진

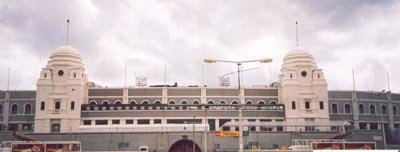
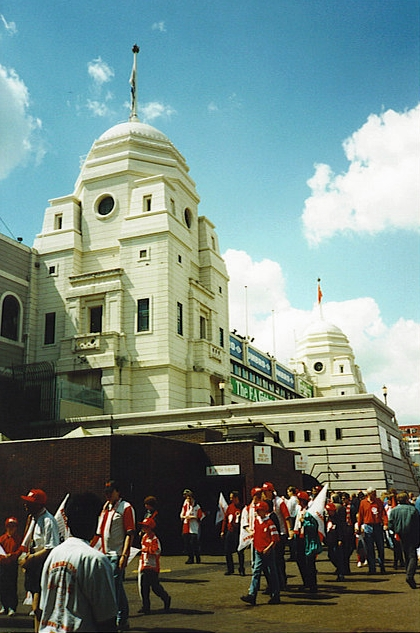

## 기록

### 1923년 잉글랜드 FA컵 결승전
| 날짜            | 팀 1          | 스코어 | 팀 2                | 라운드 |
| --------------- | ------------- | ------ | ------------------- | ------ |
| 1923년 4월 28일 | 볼턴 원더러스 | 2 - 0  | 웨스트햄 유나이티드 |        |

### 1966년 FIFA 월드컵
| 날짜            | 팀 1     | 스코어 | 팀 2       | 라운드 |
| --------------- | -------- | ------ | ---------- | ------ |
| 1966년 7월 11일 | 잉글랜드 | 0 - 0  | 우루과이   | A조    |
| 1966년 7월 13일 | 프랑스   | 1 - 1  | 멕시코     | A조    |
| 1966년 7월 16일 | 잉글랜드 | 2 - 0  | 멕시코     | A조    |
| 1966년 7월 19일 | 멕시코   | 0 - 0  | 우루과이   | A조    |
| 1966년 7월 20일 | 잉글랜드 | 2 - 0  | 프랑스     | A조    |
| 1966년 7월 23일 | 잉글랜드 | 1 - 0  | 아르헨티나 | 8강    |
| 1966년 7월 26일 | 잉글랜드 | 2 - 1  | 포르투갈   | 4강    |
| 1966년 7월 28일 | 포르투갈 | 2 - 1  | 소련       | 3-4위  |
| 1966년 7월 30일 | 잉글랜드 | 4 - 2  | 서독       | 결승   |

### UEFA 유로 1996
| 날짜            | 팀 1       | 스코어      | 팀 2     | 라운드 |
| --------------- | ---------- | ----------- | -------- | ------ |
| 1996년 6월 8일  | 잉글랜드   | 1 - 1       | 스위스   | A조    |
| 1996년 6월 15일 | 스코틀랜드 | 0 - 2       | 잉글랜드 | A조    |
| 1996년 6월 22일 | 스페인     | 0(2) - 0(4) | 잉글랜드 | 8강    |
| 1996년 6월 26일 | 독일       | 1(6) - 1(5) | 잉글랜드 | 4강    |
| 1996년 6월 26일 | 독일       | 2 - 1       | 체코     | 결승   |

### 2002년 FIFA 월드컵 유럽 지역 예선
| 날짜            | 팀 1     | 스코어 | 팀 2 | 라운드 |
| --------------- | -------- | ------ | ---- | ------ |
| 2000년 10월 7일 | 잉글랜드 | 0 - 1  | 독일 | 8조    |